# Río Neches
El río Neches (del inglés: Neches River) es un largo río del suroeste de los Estados Unidos, un afluente del curso bajo del río Sabine, que, a su vez, desagua en el golfo de México. Tiene una longitud de 669 km y drena una cuenca de 25 928 km² (mayor que Macedonia del Norte).
Administrativamente, el río discurre íntegramente por el estado de Texas.

## Geografía
El río Neches nace en la parte este del estado de Texas, muy cerca de Colfax (35 hab. en 2000), en la parte oriental del condado de Van Zandt. El río discurre primero en dirección este, llegando muy pronto a la primera de las zonas en que está embalsado, en la presa de Rhines. Sigue en la misma dirección, virando poco a poco hacia el Sureste, y luego ya claramente al Sur, justo antes de Chandler (2099 hab.), una pequeña localidad situada en la cola del embalse del lago Palestine, al oeste de Tyler (83 650 hab.). El lago Palestine tiene una longitud de más de 30 km y en él, por la izquierda, recoge el arroyo Flat. Sigue el río Neches en la misma dirección Sur, virando poco a poco hacia el Sureste, durante un tramo de unos 150 km, en el que pasa cerca de Lufkin (32 709 hab.), y en el que el río es el límite oriental del Bosque Nacional Davy Crockett (Davy Crockett National Forest). 
Tras recoger por la izquierda al arroyo Alabama, el Neches vira hacia el Este, ligeramente Sureste, en un tramo muy tortuoso y meándrico, adentrándose en la región de los bayous, rodeado de humedales, en un tramo en el que discurre por un valle flanqueado por otros cursos de agua y en el que el río es el límite meridional del Bosque Nacional Angelina (Angelina National Forest). Gira nuevamente el río hacia el Sur, entrando en otra zona embalsada, la de la presa BA Steinhagen, donde recibe, por la izquierda, a uno de sus principales afluentes, el río Angelina (de 193 km de longitud), que drena un tercio de su cuenca. (Algunos de los afluentes del río Angelina son el bayou La Nana y el bayou Ayish, al que recoge en el gran embalse de Sam Rayburn, no muy lejos de que desagua en el Neches).
Sigue aguas abajo de la presa el río Neches en un tramo de muchos meandros, en la misma dirección Sur, pasando cerca de Silsbee (6393 hab.) y hasta llegar a la ciudad más populosa de su curso, Beaumont (Texas) (113 866 hab.). En este tramo el río discurre íntegramente por la «Reserva Nacional Big Thicket» (Big Thicket National Preserve, que significa 'gran espesura'), un bosque muy cerrado de 390 km² que bordea ambas márgenes del río. La Reserva, declarada en 1974, quiere preservar un lugar que ha sido descrito como de los de más biodiversidad del planeta, en el que coexisten varios ecosistemas que remiten a la última edad de hielo. En este tramo el río recibe por la izquierda al arroyo Village y luego el bayou de Pine Island.
Pasada Beaumont, el Neches llega a su tramo final, ya en las zonas industriales cercanas a la costa del golfo, pasando cerca de Port Neches (13 601 hab.), Nederland (17 422 hab.) y Groves (15 733 hab.), para desaguar finalmente en el lago Sabine, un estuario de 27 km de largo y 11 km de ancho que drena a través del paso Sabine (Sabine Pass) en el golfo de México. La ciudad de Port Arthur (57 755 hab.), se encuentra en la orilla occidental del lago Sabine. 
Salvo en el tramo inicial, cerca de su cabeza, el río Neches, en todo su curso, sirve de frontera natural entre condados: Van Zandt y Smith, Smith y Henderson, Henderson y Cherokee, Cherokee y Anderson, Cherokee y Houston, Houston y Condado de Angelina, Angelina y Trinity, Angelina y Polk, Angelina y Tyler, Tyler y Jasper, Jasper y Hardin, Hardin y Orange, y finalmente, Orange y Jefferson. 
En 1980 la población de la cuenca del río Neches era de 506 300 personas. Beaumont es la ciudad más grande de la cuenca, siendo otras ciudades importantes Tyler, Lufkin y Nacogdoches (29 914 hab.).

## Historia

El tratado de Adams-Onís (1819) fijó la frontera entre EE. UU. y España, siendo el río Sabine parte de esa frontera. Los estadounidenses alegaron durante un tiempo que se habían confundido los ríos Sabine y Neches en los mapas.

Hay evidencias arqueológicas de que el valle del río estuvo habitado desde hace, al menos, 12 000 años. A partir del siglo VIII, los Caddo habitaron la zona, construyendo amplios montículos. La cultura Caddo floreció hasta fines del siglo XIII, pero todavía algunas tribus caddo vivían a en la parte alta del río cuando los primeros exploradores europeos llegaron en el siglo XVI. Se supone que el nombre del río, río Nieve o río de las Nieves, le fue dado por el explorador español Alonso de León, que dirigió varias expediciones a la región a finales de la década de los años 1680. De León llamó al río Neches por los indios Neches, una de las tribus caddo establecida al sur. En su quinta y última expedición en 1690 de León estuvo acompañado por el misionero queretarense fray Damián Massanet, que fundó la primera misión en Texas, la de San Francisco de los Tejas. El mismo año, otro queretarense, el predicador Francisco de Casañas de Jesús María, fundó la misión del Santísimo Nombre de María a orillas del río Neches, que fue conocida como del "Arcángel San Miguel". En 1691 Domingo Terán de los Ríos, mientras exploraba la región, informó de que el río Neches era un arroyo pequeño, difícil e imposible de navegar. En 1721, otra fuerza expedicionaria dirigida por el Marqués de Aguayo, encontró el río tan crecido por las lluvias que se vio obligada a detener su avance, mientras construían un puente (de treinta y dos varas de largo y cuatro varas de ancho), uno de los primeros puentes construidos en Texas.
Un río Nievas, o río de la Nieve fue recogido por el historiador sevillano Francisco López de Gamarra en su Historia General de las Indias, aunque el río que describió no se corresponde con el río Neches. Otros mapas españoles de principios del siglo XVIII, le llaman río Mexicano, río de los Tejas, o río de San Miguel Arcángel. Muchos mapas equivocaban el curso del Neches y llegaron a confundirlo con el río Sabine y otros arroyos de la región. José Antonio Pichardo, que hizo un estudio minucioso de la frontera entre Texas y Luisiana en la primera década del siglo XIX, recogió todas las confusiones del pasado, señalando al mismo tiempo que las designaciones de los dos ríos —Neches o río Nievas, para el río occidental y río Sabinas para el oriental— ya estaban siendo usadas desde años atrás, y que, cuando se empleó la denominación de río Mexicano, solo se aplica correctamente al Neches. 
Entre 1819 y 1836 el argumento de que los nombres de los ríos Neches y Sabine se habían confundido en los mapas tuvo gran importancia en los Estados Unidos. Después de la Compra de la Luisiana a los franceses por los Estados Unidos en 1805, este frontera natural indefinida entre EE. UU. y España llevó a un acuerdo el 6 de noviembre de 1806, negociado por el general James Wilkinson y el teniente coronel Simón de Herrera, a fin de establecer un territorio neutral a ambos lados del río (Zona Neutral entre el río Sabina y el Arroyo Hondo). 
La definición de la frontera fue resuelta por el Tratado de Adams-Onís de 1819, que estableció el río Sabine como la frontera desde el Golfo hasta el paralelo 32°. El retraso español en la ratificación del tratado, así como la independencia de México en 1821, renovó la disputa fronteriza. Los Estados Unidos alegaron que durante un tiempo los nombres de los ríos Sabine y Neches se habían invertido y, por tanto, que el tratado estableció el límite en el río Neches.
A pesar de los intentos de los españoles de colonizar la zona, no entraron euroamericanos en la cuenca del Neches hasta la década de 1820, cuando anglo-estadounidenses sureños comenzaron a establecerse allí. Pronto sobrepasaron a los mexicanos en una proporción de 10 a 1. Después de la independencia de la República de Texas de México, en 1836, la frontera entre los EE. UU. y Texas se estableció firmemente en el río Sabine, de conformidad con el Tratado Adams-Onís. El río Sabine sirvió de límite occidental de los Estados Unidos hasta la definitiva Anexión de Texas en 1845. 
Durante los años 1830 y 1840 se instalaron en el río numerosos transbordadores, tirados a mano, lo que ayudó a la colonización de la zona (entre ellos los de Clark, Loving, Fann, Seamon, Allen, Martin, Shefield, Duncan, Boykin, Rawl, Aldridge, Jordan, Matt y Town Bluff). En su primer viaje a Texas, Stephen F. Austin reconoció el potencial del río Neches como medio de transporte. Durante los años 1830 y 1840 barcos de fondo plano se empezaron ya a utilizar para sacar el algodón y otros productos agrícolas río abajo hasta bahía Sabine, en donde se cargaban en buques de mayor tamaño para el transporte a Nueva Orleáns, Galveston y otros puertos. El auge del comercio en los ríos Neches y Sabine contribuyó al crecimiento de Beaumont y Port Arthur. 
El primer barco a vapor surcó el río a finales de 1840, cuando Robert y Moses L. Patton compraron el Angelina. Otros barcos que navegaron por el río fueron el Neches Belle, Pearl Rivers, Florida, Laura, Star, Katy y Frankie. Debido a que en el curso alto del Neches las aguas estaban muy bajas durante la estación seca y que los vapores no podían remontarlo, los agricultores debían de transportar sus productos a Bunn's Bluff, en la parte inferior y por ello se convirtió en un importante puerto con grandes almacenes y muelles. Los vapores continuaron navegando por el Neches hasta la década de 1890, pero en las décadas de 1870 y 1880 el ferrocarril empezó a sustituirlos como medio de transporte. El último de los grandes vapores, el Neches Belle, operó en el río desde 1891 hasta 1894.

## Calidad ambiental

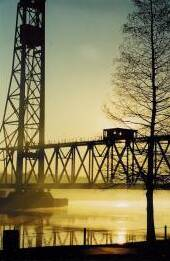
Puente sobre el río Neches del ferrocarril KCS Railroad (Kansas City Southern Railroad), en Beaumont.

Durante finales del siglo XIX y principios del siglo XX la parte superior de la cuenca del río Neches fue ampliamente talada, y se construyeron numerosos aserraderos a lo largo de las orillas del río y sus afluentes. Aguas abajo, las amplias llanuras inundables del Neches se destinaron al cultivo intensivo de arroz durante el año 1900. Después de que apareciera petróleo en Spindletop en 1901, la cuenca del Neches también se convirtió en el sitio de gran escala de exploración de petróleo. El crecimiento de la industria del petróleo condujo al crecimiento del área metropolitana Beaumont-Port Arthur-Orange, un importante lugar para el refino de petróleo y su procesamiento y envío.
Como consecuencia, las antes limpias aguas del Neches cada vez estaban más contaminado. Dado que más del 75 por ciento de la cuenca superior del río era un área boscosa, su tala masiva produjo la contaminación. Las refinerías de petróleo y las plantas químicas arrojaron amoniaco, fenol, sulfuros, metales pesados como el zinc y el plomo, y otros productos químicos en el río. Encauzar y profundizar el curso bajo del río para mejorar la navegación trajo como consecuencia que el agua salada refluyera hacia el interior del estuario. Además, en el curso inferior, se vertían los efluentes industriales y municipales. A partir de la década de 1980 se están realizando grandes esfuerzos para recuperar la calidad de las aguas del río. 

### Nuevo proyecto de represa
En el año 2006 fue comprado en el río Neches un nuevo refugio nacional de vida silvestre (Neches River National Wildlife Refuge). Actualmente cubre 4000 m², aunque hay la intención de llegar a los 65 km². El nuevo refugio de vida silvestre está en un lugar en el que se preveía la construcción de una presa de la ciudad de Dallas y sus suburbios. La adquisición por el Servicio de Pesca y Vida Silvestre de un acre fue, durante un tiempo, suficiente para detener el proyecto de la presa, pero ahora la adquisición tiene que pasar por el gobernador de Texas para detener la represa, lo que podría tomar muchos años. Los proponentes de la presa alegan que el refugio de vida silvestre fue emplazado con el fin de bloquear la construcción de la presa. 